# Линдберг, Эрик
Юхан Эрик Линдберг (швед. Johan Erik Lindberg, 31 декабря 1873, Стокгольм — 28 сентября 1966) — шведский скульптор и медальер.

## Биография
В 1892—1899 годах учился у своего отца, шведского гравёра Юхана Адольфа Линдберга, а в 1893—1897 годах — в Королевской академии свободных искусств в Стокгольме. Затем совершенствовался в Париже у Жюля-Клемана Шаплена и Эрнеста-Полена Тассе и в Италии.
В 1916—1944 годах занимал должность гравёра на Королевском монетном дворе Швеции.
Создал ряд медалей, посвящённых политической, научной и экономической жизни Швеции времён короля Густава V (1907—1950), в том числе портретные медали в честь Виктора Рюдберга (1900), Нильса Форсберга, Карла Линнея (1907), Оскара Монтелиуса (1913), Густафа Седерстрема (1943).
В 1902 году создал медали для лауреатов Нобелевских премий по физике, химии, литературе, медицине и физиологии.